# مبلمر حساس لدرجة الحموضة
المبلمرات الحساسة لدرجة الحموضة أو المبلمرات المستجيبة لدرجة الحموضة (pH) هي مواد تستجيب للتغير في درجة حموضة الوسط المحيط من خلال تغيير ابعادها. هذه المواد قد تتضخم أو تنكمش بناءا على درجة حموضة الوسط المحيط. هذا السلوك ينشأ بسبب وجود مجموعات وظيفية محددة في سلسلة البوليمر. هذه المبلمرات قد تكون حمضية أو قاعدية. و يمكن تصميمها بعدة اشكال بنائية لتخدم تطبيقات ووظائف مختلفة. تستخدم هذه المبلمرات بشكل أساسي للتحكم في أنظمة إيصال الدواء، وأنظمة المحاكاة الحيوية، والأنظمة الميكانيكية الدقيقة، وعمليات الفصل، ومعالجة السطوح.

## أنواع المبلمرات الحساسة للحموضة
يمكن تقسيم المبلمرات الحساسة لدرجة الحموضة إلى مجموعتين: المبلمرات التي تحتوي على مجموعات وظيفية حمضية مثل مجموعتي الكربوكسيل (COOH) و السلفونيل (SO3H) ومبلمرات تحتوي على مجموعات وظيفية قاعدية مثل مجموعة الأمين (NH2). آلية الاستجابة هي نفسها للمجموعتين، المحفز هو الذي يتغير فقط. الشكل الأساسي لهذه المبلمرات هو هيكل أساسي للبوليمر بالإضافة إلى «المجموعات الوظيفية المتدلية» التي تتدلى منه. عندما تتأين هذه المجموعات الوظيفية عند درجات حموضة معينة، تتنافر الشحنات المتشابهة فيتغير شكل البوليمر.

### متعدد الأحماض (المبلمرات الأيونية السالبة)
هي المبلمرات التي تحتوي على مجموعات وظيفية حمضية. من الأمثلة على المجموعات الوظيفية الحمضية: احماض الكربوكسيل (COOH)، احماض السلفونيل (SO3H)، احماض الفوسفوريك، احماض البورون. متعددات الأحماض تكتسب بروتونات عند درجات pH المنخفضة(في الأوساط الحامضية) و تكون متعادلة. وعند درجات pH المرتفعة (في الأوساط القاعدية) تخسر بروتونات وتصبح سالبة الشحنة. الشحنات السالبة تتنافر فيما فيتضخم البوليمر، هذا التضخم يلاحظ عندما يكون pH الوسط أكبر من pKa (ثابت تأين الحمض) البوليمر.

### متعدد القواعد (المبلمرات الأيونية الموجبة)
هذه المبلمرات تكتسب بروتون عند دراجات pH المنخفضة مثل متعدد الأحماض، لكن تصبح مشحونة بشحنة موجبة. بالمقابل، عند درجات pH المرتفعة تكون متعادلة (غير مشحونة). هذه المبلمرات تتضخم عندما تكون درجات pH أقل من pKa للبوليمر.

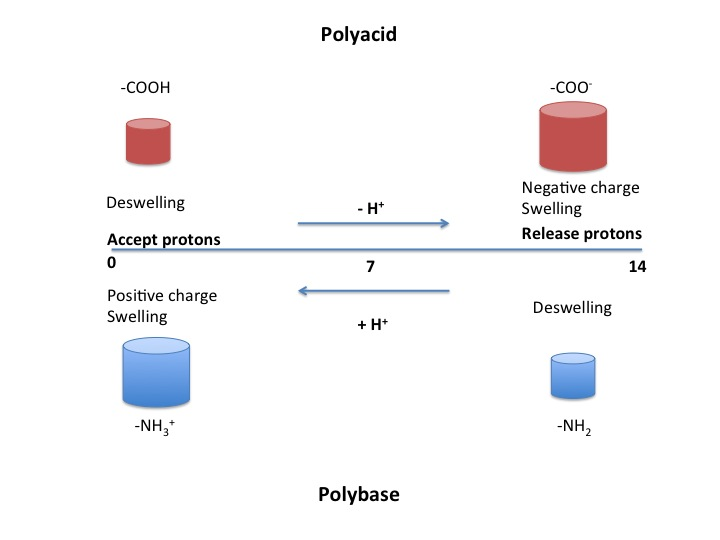
تضخم و انكماش البوليمر مع تغير درجة الحموضة

### المبلمرات الطبيعية
بعض المبلمرات الطبيعية أيضا تظهر استجابة للتغيرات في درجة الحموضة. من الأمثلة عليها الكيتوزان، حمض الهيالورونيك، ديكستران. الكيتوزان يعتبر بوليمر موجب الشحنة. لأن الحمض النووي DNA سالب الشحنة، يمكن ربط الحمض النووي بالكيتوزان كطريقة لإيصال الجينات إلى الخلايا. تعتبر المبلمرات الطبيعية محببة للاستخدام في التطبيقات الطبية والحيوية لامتلاكها توافقية حيوية جيدة. من سلبيات المبلمرات الطبيعية مقارنة المبلمرات المصنعة أن المبلمرات الصناعية يمكن تصميمها لتخدم تطبيقات محددة بينما المبلمرات الطبيعية لا يمكن التحكم بشكلها بسهولة.

### المبلمرات متعددة المحفزات
مبلمرات يتم تصميمها لتستجيب لعدة محفزات مختلفة، مثلا درجة الحموضة والحرارة. غالبا تكون عبارة عن بوليمر مشترك يتكون من نوعين من البوليمر بحيث يظهر كل بوليمر نوع واحد من الاستجابة.

مبلمر حمض الهيالورونيك

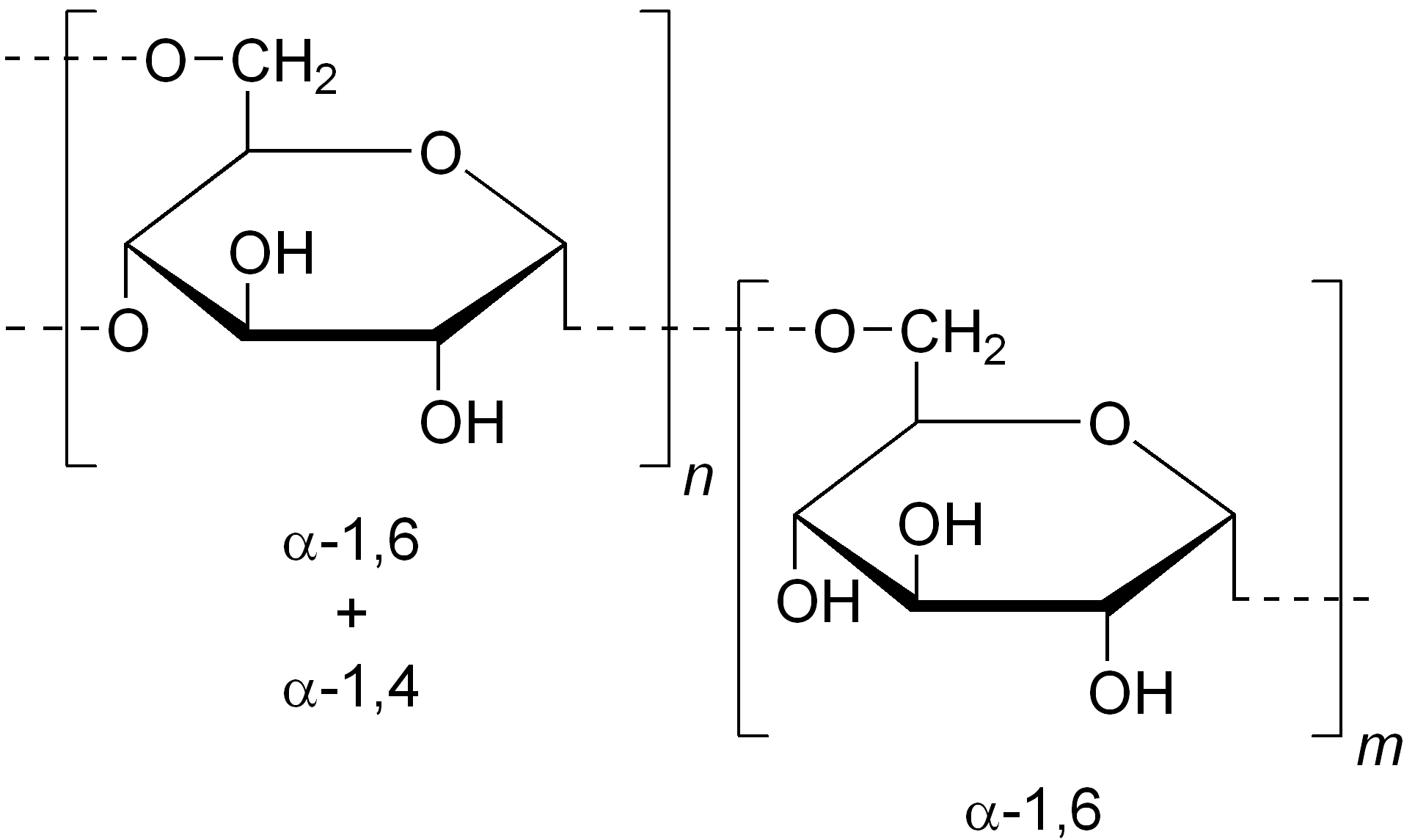
مبلمر ديكستران

مبلمر الكيتوزان

## التراكيب البنائية
المبلمرات الحساسة لدرجة الحموضة يمكن تصميمها باستخدام بوليمر مشترك بأشكال متعددة خطي، نجمي، متشعب، شجري، فرشاة أو مشطي. هذه الأشكال لها القدرة على تغيير شكلها ذاتيا إلى اشكال أخرى تختلف عن الشكل الأصلي. هذه التغيير يحدث إما بسبب طبيعة البوليمر والمذيب أو بسبب التغيير في درجة حموضة الوسط المحيط. تغيير درجة الحموضة يجعل شكل البوليمر يتضخم أو ينكمش. المبلمرات المشتركة الخطية والنجمية و المتشعبة غالبا تتجمع لتكون أيونات غروية كروية. المبلمرات المشتركة النجمية والمتشعبة لها القدرة على تكوين أيونات غروية عصوية أو دودية الشكل. المبلمرات المشتركة التي تكون على شكل فراشاة تستخدم غالبا في معالجة السطوح لأن شكلها لا يسمح لها بتكوين  اشكال بنائية كبيرة مثل الأيونات الغروية.
الأشكال البنائية للمبلمرات الحساسة لدرجة الحموضة مهمة للغاية لأنها تؤثر في التطبيقات العملية للبوليمر. على سبيل المثال قام الباحثين بمقارنة نوعين من البوليمر المشترك، أحدهما شكله خطي والأخر نجمي لهما نفس التركيب الكيميائي ووجدوا اختلاف في زوايا الاتصال مع الماء (اختلاف في مقدار "كرهها للماء") ولاحظوا أيضا اختلاف في أنماط إيصال الدواء للأشكال المختلفة.

أيون غروي كروي Micelle

## الاستجابة للتغير في درجة الحموضة
غالبا تكون الاستجابة على شكل تضخم أو انكماش في هيكل البوليمر. على سبيل المثال، متعدد الأحماض يفقد بروتونات ويصبح  مشحون بشحنة سالبة عند pH  المنخفضة (وسط حامضي). و بما أن سلاسل البوليمر تكون غالبا متقاربة فيما بينها، فإن هذه الأطراف تتنافر عندما تصبح مشحونة وتتباعد مما يؤدي إلى تضخم في حجم البوليمر. المبلمرات أيضا تكون أيونات غروية كروية استجابة للتغير في درجة الحموضة. هذا السلوك يحصل للمبلمرات الخطية المشتركة إذا كان للبوليمر أجزاء بصفات مختلفة (أجزاء محبة للماء وأجزاء كارهة للماء) فيكون أحد هذه الأجزاء في الداخل والجزء الأخر في الخارج. التغيير في حامضية الوسط قد يقلب الأجزاء الداخلية للبوليمر بحيث تصبح خارجية والأجزاء الخارجية تصبح داخلية.
وجود أنواع أخرى من الاستجابة ممكن أيضا. مثلا قام الباحثين بابتكار مبلمرات تتحول من حالة المحلول المائي إلى جل والعكس عندما تتغير درجة الحموضة، وأيضا تتحول من حالة الجل الطري إلى الجل المتيبس.

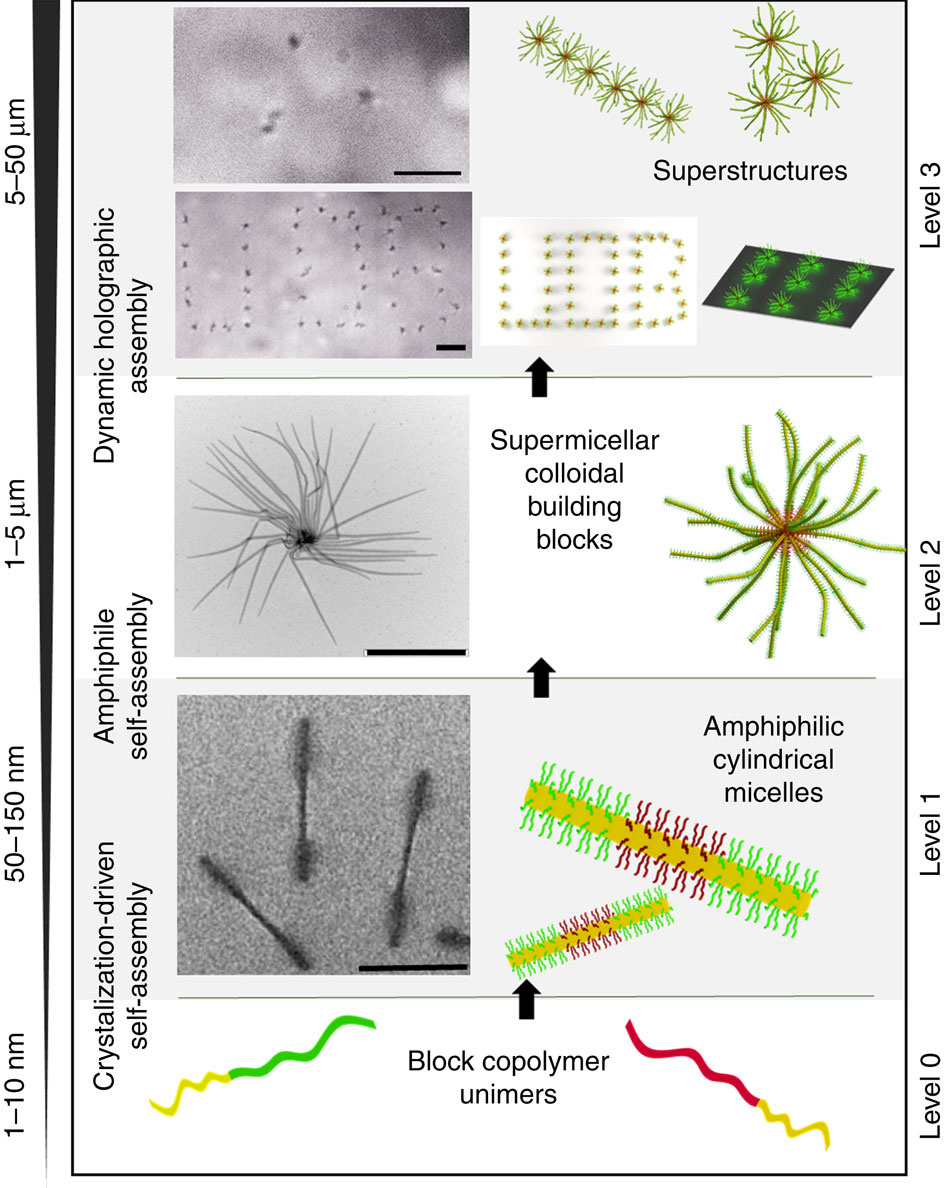
عملية تجمع المبلمرات معا لتكوين الأيونات الغروية و من ثم أشكال أكثر تعقيدا

## التحضير ( التصنيع)
المبلمرات الحساسة لدرجة الحموضة يمكن تصنيعها باستخدام طرق البلمرة ( عملية صناعة البوليمر) الاعتيادية. المجموعات الوظيفية الحمضية والقاعدية  قد تحتاج إلى حماية حتى لا تتفاعل بناءا على نوع البلمرة. يمكن إزالة اقنعة الحماية عن المجموعات الوظيفية بعد انتهاء عمليات البلمرة.

## معايير وصف المبلمرات

### زاوية الاتصال مع الماء
تعتبر مقياس لمدى كره البوليمر للماء.

### درجة التضخم
تساوي (وزن البوليمر المتضخم – وزن البوليمر غير المتضخم) مقسوما على وزن غير المتضخم مضروبا بـ 100%. و يعتبر مقياس لتضخم البوليمر مع تغير درجة الحموضة.

### درجة الحموضة الحرجة
هي درجة الحموضة التي يحدث عندها تغير ملحوظ في ترتيب جزئيات البوليمر. هذا التغيير في الشكل لا يتضمن تكسر في الروابط وانما تغير في ترتيبها فقط. يمكن قياس هذه الدرجة عن طريق عمل اقتران بين درجة التضخم ودرجة الحموضة.

### التغيرات في سطح البوليمر
يتم قياس هذه التغييرات باستخدام المجاهر الإلكترونية مثل المجهر الإلكتروني الماسح والمجهر البؤري ومجهر القوة الذرية وأيضا يمكن قياسها باستخدام مطيافية رامان.

## التطبيقات

### إيصال الدواء
يسعى الباحثين إلى استغلال الخصائص المميزة للمبلمرات الحساسة لدرجة الحموضة في عملية إيصال الدواء داخل جسم الإنسان، معتمدين في ذلك على حقيقة أن الأعضاء المختلفة في جسم الإنسان لها درجات حموضة مختلفة مما يجعل من استخدام هذه المبلمرات وسيلة لإيصال الدواء للعضو للمطلوب فقط مما يقلل من تعرض الأعضاء الأخرى لهذا الدواء الذي قد يكون له اعراض جانبية عليها. على سبيل المثال متعدد الأحماض يكون متعادل عند  درجات pH  المنخفضة (حموضة عالية) لكن يصبح سالب الشحنة عند درجات pH  المرتفعة لهذا فهو لن يتضخم داخل المعدة الحامضية لكنه يتضخم في الأمعاء الأقل حامضية ويطلع الدواء المحصور في داخله.

### إيصال الجينات
إيصال الجينات إلى أنوية الخلايا. عادة لإيصال أي شيء إلى داخل الخلية يتم من خلال عملية الإدخال الخلوي (الالتقام) التي تتم من خلال الإندوسومات التي تمتلك درجة pH  ما بين 5.5-6.5 و هذه الدرجة قد تسبب تلف للجينات قبل وصولها للنواة وهنا يبرز تدخل المبلمرات حيث تحتفظ بالجينات إلى حين وصولها إلى داخل نواة الخلية. 

### الأنظمة الميكانيكية الدقيقة
استطاع الباحثين استغلال هذه المبلمرات للقيام بعمليات ميكانيكية في داخل أنظمة دقيقة (صغيرة للغاية، ذات اطوال تقاس بالميكرو) قام الباحثين بتطوير صمامات دقيقة من المبلمرات تفتح وتغلق قنوات دقيقة أيضا مع تغير درجة الحموضة للوسط المحيط.

### التنقية والفصل
يتم استخدام اغشية مصنوعة من هذه المبلمرات بحيث تسمح بمرور أيونات معينة عند درجات حموضة معينة أو عندما تتغير درجة الحموضة يتغير حجم مسامات هذه الأغشية مما يسمح بمرور مواد ذات احجام معينة فقط.

### معالجة السطوح
تستخدم هذه المبلمرات في معالجة سطوح بعض المواد بحيث تكسبها خصائص معينة مثلا تغيير طبيعة استجابة هذه السطوح للماء (جعلها كارها أو محبة للماء). مثلا استخدام غشاء رقيق من متعدد القواعد لتغطية مادة ما يجعلها محبة للماء في الأوساط الحامضية لأن الغشاء يكون موجب الشحنة وكارهة للماء في الأوساط القاعدية لأن الغشاء يكون غير مشحون.